# Асланинское сельское поселение
Асланинское сельское поселение — муниципальное образование в Ялуторовском районе Тюменской области.
Административный центр — село Аслана.

## Население
| 2010  | 2011  | 2012  | 2013  | 2014  | 2015  | 2016  |
| ----- | ----- | ----- | ----- | ----- | ----- | ----- |
| 1245  | ↘1243 | ↘1222 | ↘1177 | ↗1185 | ↗1195 | ↘1175 |
| 2017  | 2018  | 2019  | 2020  | 2021  |       |       |
| ↗1183 | ↘1166 | ↘1130 | ↘1129 | ↗1368 |       |       |

## Состав поселения
В состав сельского поселения входит
- село Аслана
- дер. Авазбакеева
- дер. Красный Яр
- дер. Озерная
- дер. Осинова